# Bodião-pigmeu-listrado
O bodião-pigmeu-listrado (Wetmorella albofasciata), é uma pequena espécie de bodião nativo do Indo-Pacífico, podendo ser encontrado de 3 a 42 metros de profundidade. É um peixe tímido, que vive escondido entre fendas de rochas e corais, suas listras o ajudam a se camuflar para predar pequenos invertebrados, é uma espécie procurada por aquaristas por ser um peixe de pequeno porte, podendo ser mantido em aquários de 10 litros. É uma das poucas espécies representantes do gênero Wetmorella.
É nativo do Indo-Pacífico, podendo ser encontrado na costa da África do Sul para as Maldivas até a Grande Barreira de Coral, Austrália, para Palau e Pohnpei, na Micronésia, incluindo as Ilhas Marshall, Polinésia Francesa e o arquipélago havaiano.